# Rabakov
Rabakov település Csehországban, a Mladá Boleslav-i járásban. Rabakov Rokytňany, Domousnice és Ujkovice településekkel határos. Lakosainak száma 58 fő (2024. január 1.).

## Népesség
A település lakosságának változását az alábbi diagram mutatja:
| Lakosok száma | 95   | 90   | 111  | 85   | 51   | 56   | 59   | 56   | 55   | 58   |
|               | 1869 | 1900 | 1921 | 1961 | 1980 | 2011 | 2016 | 2019 | 2021 | 2024 |